# Озёрки (Тамалинский район)
Озёрки — деревня Ульяновского сельсовета Тамалинского района Пензенской области.

## География
Деревня расположена на реке Грязнухе, притоке реки Сюверни, на западе Тамалинского района, в 7 км северо-восточнее села Берёзовка, расстояние до административного центра сельсовета села Ульяновка — 6,5 км, расстояние до районного центра пгт. Тамала — 9 км.

## История
По исследованиям историка — краеведа Полубоярова М. С., деревня поселена в начале XIX века надворным советником Сергеем Александровичем Норовым, отцом русского поэта и переводчика Александра Сергеевича Норова, в Сердобском уезде Саратовской губернии. Называлась Грязнухой, Малой Грязнухой, так как вокруг были озёра и непролазная грязь. В 1870 году построена церковь во имя Покрова Пресвятой Богородицы, которая сгорела в 1910 году, в 1911 году построен молитвенный дом, в деревне имелась церковно-приходская школа. В 1939 году — центр сельсовета, с 1955 года — в Ульяновском сельском совете. До 2010 года входила в Берёзовский сельсовет. Согласно Закону Пензенской области № 1992-ЗПО от 22 декабря 2010 года Берёзовский сельсовет упразднён, деревня вновь передана в Ульяновский сельский совет.
Решением Пензенского облисполкома от 20.02.1952 года переименована в деревню Озёрки.

## Численность населения
| 2010 |
| ---- |
| 6    |

| год                | 1897 | 1910 | 1939 | 1959 | 1979 | 1989 | 1996 | 2004 |
| ------------------ | ---- | ---- | ---- | ---- | ---- | ---- | ---- | ---- |
| количество жителей | 679  | 747  | 299  | 234  | 186  | 88   | 66   | 32   |

## Улицы
- Благодатская;
- Ближняя.